# Vila Verde
Vila Verde és un municipi portuguès, situat al districte de Braga, a la regió del Nord i a la Subregió del Cávado. L'any 2001 tenia 46.579 habitants. Es divideix en 58 freguesies. Limita al nord amb Ponte da Barca, a l'est amb Terras de Bouro, al sud-est amb Amares, al sud amb Braga, a l'oest amb Barcelos i al nord-oest amb Ponte de Lima.
| Població del concelho de Vila Verde (1864 – 2004) | Població del concelho de Vila Verde (1864 – 2004) | Població del concelho de Vila Verde (1864 – 2004) | Població del concelho de Vila Verde (1864 – 2004) | Població del concelho de Vila Verde (1864 – 2004) | Població del concelho de Vila Verde (1864 – 2004) | Població del concelho de Vila Verde (1864 – 2004) | Població del concelho de Vila Verde (1864 – 2004) | Població del concelho de Vila Verde (1864 – 2004) |
| ------------------------------------------------- | ------------------------------------------------- | ------------------------------------------------- | ------------------------------------------------- | ------------------------------------------------- | ------------------------------------------------- | ------------------------------------------------- | ------------------------------------------------- | ------------------------------------------------- |
| 1864                                              | 1900                                              | 1930                                              | 1960                                              | 1981                                              | 1991                                              | 2001                                              | 2004                                              |                                                   |
| 31442                                             | 32053                                             | 36990                                             | 42256                                             | 44432                                             | 44056                                             | 46579                                             | 48122                                             |                                                   |

## Freguesies
| - Aboim da Nóbrega - Arcozelo - Atães - Atiães - Azões - Barbudo - Barros - Cabanelas - Cervães - Codeceda - Coucieiro - Covas - Dossãos - Duas Igrejas - Esqueiros - Freiriz - Geme - Goães - Godinhaços | - Gomide - Gondiães - Gondomar - Laje - Lanhas - Loureira - Marrancos - Mós - Moure - Nevogilde - Oleiros - Parada de Gatim - Passó - Pedregais - Penascais - Pico - Pico de Regalados - Ponte - Portela das Cabras | - Rio Mau - Sabariz - Sande - Santa Marinha de Oriz - Santiago de Carreiras - São Mamede de Escariz - São Martinho de Escariz - São Martinho de Valbom - São Miguel de Carreiras - São Miguel de Oriz - São Miguel do Prado - São Pedro de Valbom - Soutelo - Travassós - Turiz - Valdreu - Valões - Vila de Prado - Vila Verde - Vilarinho |